# Xenia Hausner
Xenia Hausner (Viena, 7 de enero de 1951) es una pintora y escenógrafa austriaca.

## Reseña biográfica
Xenia Hausner nació en una familia de artistas. Es hija del pintor austriaco Rudolf Hausner y hermana de la directora de cine Jessica Hausner y la diseñadora de vestuario Tanja Hausner. Entre 1972 y 1976, estudió escenografía en la Academia de Bellas Artes de Viena y en la Real Academia de Arte Dramático de Londres. De 1977 a 1992, creó escenografías para teatro, ópera y cine para el Burgtheater de Viena, el Festival de Salzburgo, el Royal Opera House en el Covent Garden de Londres, el Burgtheater de Viena y el Teatro Real de la Moneda de Bruselas, entre otros lugares. En 2020 estuvo a cargo de la escenografía de El Caballero de la Rosa con puesta en escena de André Heller en la Staatsoper Unten den Linden de Berlín. 
Desde 1992, se dedica exclusivamente a la pintura. Sus obras han sido exhibidas en galerías, ferias de arte y museos de todo el mundo, como el Museo Albertina en Viena, el Museo de Arte de Shanghái, el Museo Today Art de Beijing, el Centro de Artes de Hong Kong, la Fundación de Arte Batliner, la Galería Belvedere de Viena, el Museo Käthe Kollwitz de Berlín, el Museo Estatal Ruso de San Petersburgo, el Museo Würth France Erstein, la Colección Würth de Oslo, el Banco Central Europeo de Fráncfort, el evento colateral de la 57.a Bienal de Venecia - «Glasstress» en el Palacio Franchetti de Venecia, en la Galería Tretyakov en la 8.a Bienal de Moscú, en la Galería Forum de Nueva York y en Bienalsur, la Bienal Internacional de Arte Contemporáneo del Sur «Juntos Aparte», que se realizó en 2019 en Colombia.
Vive y trabaja en Berlín y Viena.

## Obra

### Escenografía
Las primeras escenografías de Hausner eran collages de materiales provenientes de demoliciones, depósitos de desguace y vertederos, de donde obtenía la materia prima para la creación de ambientaciones animadas por la tensión entre la meticulosidad naturalista y la decodificación abstracta, entre la historia y su resignificación desde el presente. Su figura preferida era el oxímoron, la relación entre los opuestos, la unión concentrada de todo aquello que diverge caóticamente.

### Pintura
A partir de 1990, Xenia Hausner se volcó a la pintura. Su obra pictórica se dedica al ser humano. Desde el punto de vista temático, su producción pone al observador ante imágenes evocadoras de misterios. Las situaciones distan de ser evidentes, por lo que el espectador tiene que examinar cada pintura a partir de sus propios recursos vitales. Las obras pictóricas de gran formato de Xenia Hausner son descripciones de la sociedad y constituyen relatos del enigmático mundo de las relaciones humanas, con el propósito de revelar situaciones instantáneas y fragmentos de la vida cotidiana. A diferencia del retrato clásico, las personas representadas en sus pinturas desempeñan un papel que corresponde a una biografía ajena, son más bien como actores en una obra de teatro. Xenia Hausner utiliza un trazo expresivo junto con una paleta de colores saturados, que se ponen de manifiesto sobre todo en la carnación de sus protagonistas. En sus viñetas, las mujeres desempeñan todos los roles y actúan en representación de todas las categorías de género. En contraste con una historia del arte marcada por varones, el mundo femenino de Xenia Hausner lleva implícito un cambio deliberado de las relaciones de poder y enfatiza la necesidad y actualidad de la mirada femenina. Junto a los personajes femeninos, los temas centrales de su obra son la ficción y la invención. La singularidad pintada, plasmada, compuesta en sus pinturas es la mentira que invoca a la verdad. Hausner pinta historias inventadas que el espectador puede cotejar con su vida propia. El tema de la puesta en escena es el núcleo de la exposición retrospectiva «True Lies» en 2021 en el Museo Albertina de Viena. La producción de Hausner abarca obras sobre papel y trabajos con técnicas mixtas. La artista interviene fotografías de grandes dimensiones, añadiendo distintos materiales sobre el soporte, como si fueran accesorios de un decorado escenográfico. Es así que su obra pictórica sintetiza el estado actual de los conocimientos de la pintura con los de la fotografía. De este modo, hace surgir mediante técnicas diversas una concentración de imágenes y construye una realidad nueva. Los originales de tirada limitada sobre papel hecho a mano se relacionan desde el punto de vista del motivo con los temas de su pintura, pero permiten el surgimiento de imágenes novedosas que conforman un ámbito autónomo desde las perspectivas de la técnica y los medios.

### Fotografía
La fotografía acompaña a la pintura y constituye un momento esencial tanto de su trabajo como de la recopilación de materiales. Hausner combina de varias maneras la historia con el potencial de ambos medios de la imagen. Sus pinturas no solo expresan los principios de la fotografía, sino que incorporan preceptos del cine a través de un proceso que asemeja a la concentración. Hausner se ocupa personalmente de la puesta en escena de las fotos que usa como base para sus pinturas. Así produce escenarios fotográficos protagonizados por una o más personas, que luego reconstruye en su taller. Los encuadres seleccionados, los elementos fragmentarios, el montaje y la iluminación drástica bajo el influjo de los colores contribuyen significativamente al intenso carácter atmosférico de sus pinturas.

### Proyectos
Xenia Hausner participa activamente en Women without Borders, empezando por el proyecto SAVE (Sisters Against Violent Extremism) en el que documentó con su cámara a mujeres comprometidas con la lucha contra el terrorismo. Asimismo, siempre se ha interesado particularmente en proyectos arquitectónicos, tales como la envoltura de la Torre del Ring de Viena en 2011, o la concepción y diseño de vitrales de iglesias (iglesia de San Kilian en Heilbronn, iglesia de San Juan en Gehrden, y catedral de San Juan y San Lorenzo en Merseburg).

## Citas
«Mi mundo es femenino. Las mujeres son más complejas, contradictorias y pueden más. Para el arte, son los personajes más interesantes».

## Exposiciones (selección)
- 2021: «Xenia Hausner - True Lies», Albertina, Viena, Austria
- 2020: «This will have been another happy day!», Palais Populaire, Berlín, Alemania
- 2020: «Schiele – Rainer – Kokoschka, Der Welt (m)eine Ordnung geben», Galería Estatal de la Baja Austria , Krems, Austria
- 2020: «Treue Freunde. Hund und Mensch», Museo Nacional Bávaro, Múnich, Alemania
- 2019:  Octava Bienal Internacional de Arte Contemporáneo, Galería Tretyakov, Moscú
- 2019:  «Juntos Aparte», Bienal de Arte del Sur Cúcuta, Colombia
- 2019:  «Xenia Hausner», Galería Forum, Nueva York, Estados Unidos
- 2019: «Xenia Hausner - Behind the Scenes», Foro Cultural Austriaco, Nueva York, Estados Unidos
- 2019: «Body Extended», Galerías Shepherd W&K, Nueva York, Estados Unidos
- 2019: «Xenia Hausner – Displaced – Storie in Movimento», Palacio Ducal de Mantua, Museo Arqueológico Nacional, Italia
- 2019: «Warhol bis Richter», Albertina Contemporary Art, Viena, Austria
- 2019: «The Still Life in Contemporary Art», Galería Würth, Noruega
- 2018: «DIE GESTE Meisterwerke aus der Sammlung Peter und Irene Ludwig», Galería Ludwig, Castillo de Oberhausen
- 2018: «Guernica – Ikone des Friedens», Hofburg, Austria
- 2018: «Objects of Desire, Xenia Hausner & Dorothee Golz» Galería 422, Gmunden, Austria
- 2018: «Mit Haut und Haar. Frisieren, Rasieren, Verschönern», Museo de Viena, Austria
- 2018: «Xenia Hausner – Shaky Times», Museo Danubiana Meulensteen Art, Bratislava, Eslovaquia
- 2017: «Monet to Picasso. The Batliner Collection» Colección permanente, Albertina, Viena, Austria
- 2017: «Glasstress», Palazzo Franchetti, Venecia
- 2017: «Xenia Hausner – Exiles» en Personal Structures: Crossing Borders, Palacio Bembo, Venecia
- 2017: «Seeing with our own eyes», Galería Forum, Nueva York, Estados Unidos
- 2017: «Entfesselt. Malerinnen der Gegenwart», Castillo Achberg,
- 2017: «Fleischeslust», Galería Deschler, Berlín
- 2017: «Modern & Contemporary Art», Galería Forum, Nueva York
- 2017: «10 – Alive and Kicking», Galería Dominik Mersch, Sídney
- 2017: «Menagerie. An Animal Show from the Würth Collection», Forum Würth Rorschach, Suiza
- 2016: «Frau im Bild – Female Portraits from the Würth Collection», Galería Würth, Oslo
- 2016: «Rendezvous, Meisterwerke aus der Sammlung Essl», Museo Essl, Klosterneuburg
- 2015: «Von Hockney bis Holbein. Die Sammlung Würth in Berlin» («From Hockney to Holbein. The Würth Collection in Berlin»), Martin-Gropius-Bau, Berlín
- 2015: «Personal Structures: Crossing Borders», Palacio Mora, Venecia
- 2015: «Soft Power», Galería Leo, Shanghái.
- 2015: «Girl, Girls, Girls», Galería Deschler, Berlín
- 2015: «Some Hope», FO.KU.S, Innsbruck
- 2014: «Look Left - Look Right», Museo Today Art, Beijing
- 2014: «Look Left - Look Right», Galerías The Pao, Centro de Arte de Hong Kong, Hong Kong
- 2014: «Glanzlichter. Meisterwerke zeitgenössischer Glasmalerei im Naumburger Dom», Naumburgo
- 2014: «Die Andere Sicht» («The Other View»), Museo Essl, Klosterneuburg
- 2013: «Sie. Selbst. Nackt.», Museo Paula Modersohn-Becker, Bremen
- 2013: «Painting Water», Berlin Art Week, Galería Deschler
- 2013 «A. E. I. O. U. - Österreichische Aspekte in der Sammlung Würth», Museo Würth, Künzelsau
- 2012: «ÜberLeben», Museo Essl, Klosterneuburg
- 2012: Quinta Bienal Internacional de Arte de Beijing
- 2012: «Xenia Hausner - Flagrant délit», Museo Würth France, Erstein
- 2012: «Glass painting of the 21st century», Centro Internacional del Vitral, Chartres
- 2011: «Xenia Hausner - Damage», Museo de Arte de Shanghái, Shanghái
- 2011: «Familiensinn» («Sense of Family»), Envoltorio de la Torre del Ring, Viena
- 2011: «Glasmalerei der Moderne», Museo del Estado de Baden, Karlsruhe
- 2010: «Intimacy. Baden in der Kunst» («Intimacy. Bathing in Art»), Museo de Arte de Ahlen, Ahlen
- 2010: «Trailblazer», Premio Gabriele Münter 2010, Martin-Gropius-Bau, Berlín
- 2009: «Sehnsucht nach dem Abbild. Das Portrait im Wandel der Zeit» («Yearning for an Image: Portrait in the Course of Time»), Kunsthalle Krems, Krems
- 2009: «Xenia Hausner», Palais Liechtenstein, Forum for Contemporary Art, Feldkirch
- 2008: Bienal Internacional de Montijo «On Europe», 2008, Portugal
- 2008: «You and I»,Galería Forum, Nueva York
- 2007: «Zurück zur Figur» («Contemporary Figurative Paiting»), Kunsthaus, Viena
- 2007: «Two», Galería von Braunbehrens, Múnich
- 2006: «Österreich: 1900 - 2000. Konfrontation und Kontinuitäten» («Austria: 1900-2000. Confrontations and Continuities»), Museo Essl, Klosterneuburg
- 2006: «Zurück zur Figur – Malerei der Gegenwart» («Back to the Figure - Contemporary Painting»), Kunsthalle of the Hypo Cultural Foundation, Múnich
- 2006: «Xenia Hausner - Waschtag», Galería Boisserée, Colonia
- 2006: «Hide and Seek», Galería Forum, Nueva York
- 2006: «Glücksfall» («Lucky Break»), Kunsthaus Wien, Viena
- 2005: «Physiognomie der 2. Republik», Galería Belvedere, Viena
- 2005: «Rundlederwelten» («Round Leather Worlds»), Martin-Gropius-Bau, Berlín
- 2005: «Xenia Hausner - Glücksfall» («Xenia Hausner - Lucky Chance»), Museo Ludwig, Coblenza
- 2004: «Fremd. Berichte aus ferner Nähe» («Strange. Reports of a Far Nearness»), Festival de Arte de Weimar «Pèlerinages»
- 2004: «Die 2. Natur», Galería Charim, Viena
- 2004: «Upper Class - Working Girl», Galería de la Ciudad de Salzburg, Salzburgo
- 2003: «New Paintings», Galería Forum, Los Ángeles
- 2003: «Damenwahl» («Ladies first. Second thoughts»), Galería Deschler, Berlín
- 2002: «Xenia Hausner - Malerei» («Xenia Hausner - Paintings»), Galería Kämpf, Basilea
- 2002: «Xenia Hausner - Malerei» («Xenia Hausner - Paintings»), Galería Hohmann, Hamburgo
- 2001: «Neue Arbeiten» («Xenia Hausner - New Works»), Rupertinum, Museum der Moderne, Salzburgo
- 2001: «Xenia Hausner - Gemälde und Grafik» («Xenia Hausner – New Works»), Galería Thomas, Múnich.
- 2000: «Xenia Hausner - Kampfzone» («Xenia Hausner - Heart Matters»), Museo Käthe-Kollwitz, Berlin y Museo Estatal Ruso, San Petersburgo
- 2000: «Xenia Hausner - Menschen» («Xenia Hausner - Paintings»), Ernst Barlach Museum Wedel, Hamburgo
- 2000: «Xenia Hausner - Heart Matters», Galería Forum, Nueva York
- 1999: «Figuration», Rupertinum, Museum der Moderne de Salzburgo, Museion de Bolzano y Fundación Ursula Blickle de Kraichtal
- 1998: «Wirklichkeit und Traum» («Reality and Dream»), Galería Berlin, Berlín
- 1998: «Xenia Hausner - Malerei» («Xenia Hausner - Paitings»), Kunsthalle, Coblenza
- 1998: «Xenia Hausner - Liebesfragmente» («Xenia Hausner - Love Fragments»), Kunsthalle Jesuitenkirche, Aschaffenburg
- 1997: «Xenia Hausner - Liebesfragmente» («Xenia Hausner - Love Fragments»),  Kusthalle Wien de Viena y Museo de Bellas Artes de Leipzig
- 1997: «Zeitgenössische Kunst aus Österreich» («Contemporary Art in Austria»), Instituto Monetario Europeo, Fráncfort del Meno
- 1996: «Die Kraft der Bilder» («The Power of Images»), Martin-Gropius-Bau, Berlín
- 1996: «Menschenbilder» («Human Pictures»), Galería Thomas, Múnich
- 1996: «Meisterwerke der österreichischen Gegenwartskunst» («Masterpieces of Austrian Contemporary Art»), Galería Heike Curtze, Salzburgo

## Películas
- Canal Arte, programa Metropolis: «Geschichten von Einsamkeit und Nähe - Ein Atelierbesuch bei Xenia Hausner in Wien» (Historias de soledad y cercanía - Una visita al taller de Xenia Hausner en Viena). Primera difusión 26/01/2013, 16:45 horas.
- Canal 3sat, programa Kulturzeit: «Harald Wilde, Grande Dame der Porträt-Malerei - Xenia Hausner im Essl-Museum in Klosterneuburg» (Una gran dama del retrato: Xenia Hausner en el Museo Essl de Klosterneuburg). 24/10/2012 .
- Canal Arte, programa Metropolis: «Die Künstlerin Xenia Hausner» (La artista plástica Xenia Hausner). Primera difusión 11.10.2003.

## Colecciones públicas
Las obras de Xenia Hausner se encuentran en los siguientes museos y colecciones (lista no exhaustiva):
- Albertina
- Batliner Foundation, Viena
- Galería Belvedere, Viena
- Colección Essl, Klosterneuburg
- Museo de Viena , Viena
- Museo Angerlehner, Wels
- Museo Würth, Künzelsau
- Droege Group, Düsseldorf
- Banco Central Europeo, Fráncfort del Meno
- Shanghai Art Museum
- Hong Kong Arts Center
- Today Art Museum, Beijing
- First Art Foundation, Vaduz
- The George Economou Collection, Atenas
- Seven Bridges Foundation, Estados Unidos
- Steven Bennett Collection, San Antonio, Estados Unidos
- Serendipity Arts Trust, New Dehli, India
- Colección Klewan
- Colección Paul Allen